# Augustine Eguavoen
Augustine Eguavoen (né le 19 août 1965 à Benin City) est un ancien footballeur international (49 sélections) nigérian devenu entraîneur. Il a été sélectionneur des Super Eagles, l'équipe nationale du Nigeria, entre 2005 et 2007, puis de 2021 à 2022.
En tant que joueur, il évoluait au poste d'arrière droit. Avec les Super Eagles, il a remporté la CAN en 1994 et a disputé deux phases finales de coupe du monde en 1994 et 1998. Il a aussi porté les couleurs de La Gantoise et du Torpedo Moscou.

## Carrière de joueur
- jan.1985-1986 : ABC Lagos ( Nigeria)
- 1986-1990 : La Gantoise ( Belgique)
- 1990-jan. 1995 : KV Courtrai ( Belgique)
- jan. 1995-1995 : CD Ourense ( Espagne)
- 1995-1996 : KV Courtrai ( Belgique)
- 1996-déc. 1996 : Sacramento Scorpions ( États-Unis)
- jan. 1997-déc. 1998 : Torpedo Moscou ( Russie)
- 1999-2001 : Sliema Wanderers FC ( Malte)

## Carrière d'entraineur
- juin 2005-jan. 2007 :  Nigeria
- mars 2008-mars 2008 :  Black Leopards FC
- oct. 2012-nov. 2012 :  Sharks FC
- sep. 2018-fév. 2019 :  NPS Zakynthos
- déc. 2021-mars 2022 :  Nigeria (intérim)
- août 2024-jan. 2025 :  Nigeria (intérim)